# 5959 Шеклен
5959 Шеклен (5959 Shaklan) — астероїд головного поясу, відкритий 2 липня 1989 року.
Тіссеранів параметр щодо Юпітера — 3,115.